# El conde de Montecristo (película de 1975)
El conde de Montecristo (título original: The Count of Montecristo) un telefilme angloitaliano de aventuras de 1975 dirigida por David Greene y protagonizada por Richard Chamberlain, Donald Pleasence y Tony Curtis.
El telefilme es una adaptación de la obra clásica de Alejandro Dumas del mismo nombre que, aunque suprime personajes y escenas del original para reducir así el metraje, respeta la esencia de la historia.

## Argumento
Es el año 1815, cuando Napoleón Bonaparte estaba exiliado en la isla de Elba. Edmundo Dantes, un joven marinero de 19 años recientemente nombrado capitán de un barco mercante y que pasó por esa isla, es acusado injustamente de ser bonapartista por unos hombres celosos de su fortuna y encerrado de por vida en el castillo de la isla de If. Los hombres son Danglar, Calderousse y el teniente Mondego. Danglar y Calderousse lo hicieron para obtener su barco, mientras que Mondego lo hizo para tener a su futura mujer Mercedes para sí. Son apoyados más tarde por el fiscal del caso Villefort, que actuó así para encubrir que su padre, a quien tenía que dar una carta proveniente de la isla Elba, es bonapartista, algo de lo que él sin saber, durante su viaje, se había enterado y que Villefort quería encubrir para proteger así su carrera. 
10 años después, durante su encarcelamiento, conoce al abate Faria, un viejo y sabio prisionero que le revela el secreto de un tesoro escondido en una lejana isla. 4 años después el viejo Faria, que le ayuda a esclarecer lo ocurrido, fallece y Edmond consigue escaparse haciéndose pasar por el cuerpo sin vida del viejo. Una vez libre, se junta con unos contrabandistas y encuentra con ellos el tesoro del que le había hablado. Con él decide dedicar su vida a vengarse de los que le llevaron a su confinamiento, adoptando para ello la personalidad del Conde de Montecristo y convirtiendo también a esos contrabandistas en sus criados más cercanos para ello.
Se va a París una vez que tiene la prueba de lo que hicieron, ya que allí están los cuatro, y ejecuta en ese lugar su venganza. Calderousse acaba muerto, víctima de su propia maldad. Destapa de forma encubierta y en público que Villefort, ahora fiscal mayor de Francia, intentó matar a su hijo recién nacido que tuvo con una mujer que no era su esposa para proteger su carrera, el cual pudo sobrevivir de milagro ese intento de asesinato. El descubrimiento lo enloquece y acaba en un manicomio. Se encarga también, que Danglar, ahora un banquero, sea destapado como estafador, lo que lleva a que se suicide para no afrontar su venidera caída. 
Finalmente se ocupa de Mondego, ahora general y que está ahora casado con Mercedes y tiene un hijo con ella, destapando que como soldado traicionó y asesinó a un hombre llamado Ali Pascha por dinero, de cual él era responsable. Eso lleva a un conflicto con su hijo y Mercedes. Es entonces cuando Mercedes y él hablan cara a cara y dándose cuenta a través de esa prueba que Dantes fue víctima de un vil crimen que destruyó la vida de ambos y que destruyó también al padre de Dantes que murió por ello de hambre, ella se encarga de que su hijo no actúe contra él contándole para ello todo, el cual luego accede a dejar las cosas como están. 
Al final destapa ante el gobierno francés de forma definitiva lo que ha hecho presentando allí a la hija de Ali Pascha, cuyo testimonio y las pruebas que cementan su testimonio destapan al general como asesino. Es entonces cuando Dantes destapa su verdadera identidad ante Mondego, el cual, dándose cuenta de lo ocurrido, le reta a un duelo a muerte con espadas por lo que hizo. Dantes acepta y le vence, pero no le mata, ya que, en su opinión, se merece la cárcel antes de morir. Posteriormente Mondego es arrestado por el crimen acabando Dantes así su venganza. 
Luego él trata de restablecer la relación con Mercedes, pero ella le aclara que ha ocurrido demasiado como para que las cosas pudiesen ser como antes, aunque no culpándole por ello. Aun así, alegrándose de que haya dejado atrás su actitud vengativa, le desea que pueda encontrar finalmente la paz que perdió por lo ocurrido. Dantes, dándose cuenta de que tiene razón, la deja ir y se despiden en paz. Posteriormente ella se va a África para estar con su hijo, que se ha vuelto soldado para expiar los pecados de su padre sirviendo como tal allí.

## Reparto
- Richard Chamberlain - Edmundo Dantes
- Kate Nelligan - Mercedes
- Tony Curtis - Fernand Mondego
- Louis Jourdan - De Villefort
- Angelo Infanti - Jacopo
- Donald Pleasence - Danglars
- Trevor Howard - Abbe Faria
- Isabelle DeValvert - Haydee
- Taryn Power - Valentine De Villefort
- Dominic Guard - Albert Mondego
- Carlo Puri - Andrea Benedetto
- Harold Bradley - M. Morrell
- George Willing - Andre Morrell
- Alessio Orano - Caderousse

## Producción
La película fue filmada en Italia y en Grecia entre el 19 de agosto de 1974 y septiembre de 1974.

## Recepción
Hoy en día el telefilme ha sido valorado en portales cinematográficos. En IMDb, con aproximadamente 5800 votos registrados, el filme obtiene una media ponderada de 6,9 sobre 10. En cuanto a Rotten Tomatoes, los más de 5000 votos registrados allí le dieron una valoración media de 3,9 de 5. También cabe destacar, que en La Vanguardia el 67 % de los usuarios registrados allí le dan una valoración positiva.